# Río Arimao
El río Arimao es un curso fluvial cubano que recorre 82,6 km del centro de la isla. Nace en las últimas estribaciones de la Sierra del Escambray, al este de la provincia de Cienfuegos y fluye en un curso muy sinuoso hacia el suroeste, desembocando en la Bahía de Cienfuegos. 
El río recorre un trayecto muy sinuoso de aproximadamente 82,6 km, desde el Escambray hasta la Bahía de Jagua o "de Cienfuegos". Su cuenca hidrográfica abarca 994,5 km² y posee 9 afluentes. En el curso inferior de este río estuvieron las encomiendas de indios del Padre de Las Casas y de Don Pedro de Rentería.

### Nombre del río
El nombre "Arimao" es de origen indígena. Tanto el río y el poblado que fue levantado en sus inmediaciones recibió
el nombre de un fiero cacique que se resistió duramente a los conquistadores españoles.